# Arayik Harutyunyan
Arayik Vladimiri Harutyunyan (in armeno Արայիկ Վլադիմիրի Հարությունյան?; Step'anakert, 14 dicembre 1973) è un politico karabakho.
Ultimo Primo ministro del Nagorno Karabakh dal 14 settembre 2007 fino all'abolizione della carica a seguito del referendum costituzionale del 2017 è stato poi Ministro di Stato fino al 6 giugno 2018. Fu in seguito eletto Presidente della Repubblica, rimanendo in carica dal 21 maggio 2020 fino alle sue dimissioni presentate il 1º settembre 2023.

## Biografia
Nel 1992 si unì all'Esercito di difesa del Nagorno Karabakh e partecipò alla prima guerra del Nagorno Karabakh. Si è laureato in economia all'Università statale dell'Artsakh per poi intraprendere la carriera lavorativa come manager bancario in una filiale di una banca armena a Step'anakert e questo gli valse il soprannome di "Banki Arayik". In seguito diresse alcune imprese private come la Karabakh Gold Factory. Fra il 1995 ed il 1997 è stato assistente del Ministro delle finanze. Il suo ingresso in politica risale al 2004 allorché appoggiò uno dei candidati all'elezione di sindaco della capitale. È sposato ed ha due figli.
La sua elezione a Primo ministro avvenne per voto unanime dell'Assemblea nazionale su proposta del Presidente Bako Sahakyan. Nel corso delle elezioni parlamentari del 2005, Harutyunyan presentò la lista Libera Patria, che ottenne dieci seggi su trentatré. Nel nuovo Parlamento, Harutyunyan presiedeva la commissione dedicata all'economia ed alla finanza.
Il 22 settembre 2012 è stato riconfermato premier su indicazione del presidente Bako Sahakyan (al suo secondo mandato dopo le elezioni presidenziali di luglio) ed ha formato il nuovo governo.
In conseguenza al modificato assetto istituzionale dello Stato confermato dal referendum del febbraio 2017, essendo stato eliminato l'ufficio del Primo ministro, Harutyunyan ha assunto la funzione di Ministro di Stato, carica ricoperta fino al giugno 2018.
Si è candidato alla presidenza della Repubblica nelle elezioni del 2020 risultando il più votato al primo turno con oltre il 49% dei voti; il mancato superamento della soglia del 50% lo ha portato a sfidare al secondo turno Masis Mayilyan. Al ballottaggio, con l'84,5% dei voti, è stato eletto Presidente della Repubblica.
Pochi mesi dopo la sua elezione dovrà fronteggiare la Seconda guerra del Nagorno Karabakh e nel 2023 la grave crisi provocata dal blocco azero dell'Artsakh. Si dimette il 31 agosto  nel tentativo di agevolare le trattative per la fine del blocco. Il suo incarico verrà affidato, con voto dell'Assemblea nazionale a Samvel Šahramanyan.
A seguito dell’offensiva azera nel Nagorno Karabakh del 2023, viene catturato dagli azeri agli inizi del mese di ottobre unitamente ad altre autorità della repubblica dell’Artsakh e imprigionato in un centro di detenzione preventiva a Baku.